# Arthur Moses
Arthur Moses (Accra, 3 marzo 1973) è un ex calciatore ghanese, di ruolo attaccante.

## Carriera

### Club
Cresciuto calcisticamente in patria, sbarcò in Europa ai tedeschi del Fortuna Düsseldorf dopo aver giocato anche con i nigeriani dello Stationery Stores con cui vinse il campionato, diventandone anche il capocannoniere. Con la squadra tedesca conquistò una promozione in 2. Fußball-Bundesliga nella sua prima stagione, vincendo il campionato 1994 e il proprio girone nella poule promozione. Dopo due stagioni in Germania passò ai francesi del Tolone coi quali in due stagioni conquistò una promozione in Division 2 vincendo il campionato 1996. Passò poi al Olympique Marsiglia con cui disputò tre stagioni, collezionando anche 5 presenze internazionali tra Coppa UEFA e Champions League. Nella stagione 2000-2001 passò al Nîmes con cui disputò 2 campionati di Division 2, prima di concludere la carriera negli Emirati Arabi Uniti con le maglie di Al-Ain, con cui vinse il campionato, e Al-Shabab.

### Nazionale
Venne convocato per la prima volta in nazionale per disputare un'amichevole contro la Nigeria nel 1994. Nel 1997 giocò 3 partite di qualificazione per la Coppa del mondo 1998 contro Gabon, Marocco e Sierra Leone, segnando 2 gol. Successivamente, nel 1998, fu convocato per la Coppa d'Africa ma non scese mai in campo. La sua ultima partita con le Stelle nere fu un'amichevole persa contro la Tunisia nel 1999. Concluse la sua esperienza in nazionale con 8 presenze e 3 gol.

## Statistiche

### Presenze e reti nei club
Statistiche aggiornate al termine della carriera
| Stagione                   | Squadra                    | Campionato                 | Campionato | Campionato | Coppe nazionali | Coppe nazionali | Coppe nazionali | Coppe continentali | Coppe continentali | Coppe continentali | Altre coppe | Altre coppe | Altre coppe | Totale | Totale |
| Stagione                   | Squadra                    | Comp                       | Pres       | Reti       | Comp            | Pres            | Reti            | Comp               | Pres               | Reti               | Comp        | Pres        | Reti        | Pres   | Reti   |
| -------------------------- | -------------------------- | -------------------------- | ---------- | ---------- | --------------- | --------------- | --------------- | ------------------ | ------------------ | ------------------ | ----------- | ----------- | ----------- | ------ | ------ |
| 1991-1992                  | Asante Kotoko              | PL                         | ?          | ?          | CG              | ?               | ?               | CCL                | ?                  | ?                  | -           | -           | -           | ?      | ?      |
| 1992                       | Stationery Stores          | PL                         | ?          | 11         | CN              | ?               | ?               | -                  | -                  | -                  | -           | -           | -           | ?      | 11     |
| 1993                       | Stationery Stores          | PL                         | ?          | ?          | CN              | ?               | ?               | CCL                | ?                  | ?                  | -           | -           | -           | ?      | ?      |
| Totale Stationery Stores   | Totale Stationery Stores   | Totale Stationery Stores   | ?          | 11+        |                 | ?               | ?               |                    | ?                  | ?                  |             | -           | -           | ?      | 11+    |
| 1993-1994                  | Fortuna Düsseldorf         | OL                         | 7+1        | 0          | CG              | 0               | 0               | -                  | -                  | -                  | -           | -           | -           | 8      | 0      |
| 1994-1995                  | Fortuna Düsseldorf         | 2L                         | 12         | 2          | -               | -               | -               | -                  | -                  | -                  | -           | -           | -           | 12     | 2      |
| Totale Fortuna Dusseldorf  | Totale Fortuna Dusseldorf  | Totale Fortuna Dusseldorf  | 19+1       | 2          |                 | 0               | 0               |                    | -                  | -                  |             | -           | -           | 20     | 2      |
| 1995-1996                  | Tolone                     | N                          | 23         | 11         | CF              | 4               | 2               | -                  | -                  | -                  | -           | -           | -           | 27     | 13     |
| 1996-1997                  | Tolone                     | D2                         | 28         | 11         | CF+CdL          | 0+2             | 0+3             | -                  | -                  | -                  | -           | -           | -           | 30     | 14     |
| Totale Tolone              | Totale Tolone              | Totale Tolone              | 51         | 22         |                 | 6               | 5               |                    | -                  | -                  |             | -           | -           | 57     | 27     |
| 1997-1998                  | Olympique Marsiglia        | D1                         | 14         | 3          | CF+CdL          | 1+0             | 0               | -                  | -                  | -                  | -           | -           | -           | 15     | 3      |
| 1998-1999                  | Olympique Marsiglia        | D1                         | 3          | 0          | CF+CdL          | 1+0             | 1+0             | CU                 | 2                  | 0                  | -           | -           | -           | 7      | 1      |
| 1999-2000                  | Olympique Marsiglia        | D1                         | 2          | 0          | CF+CdL          | 0               | 0               | UCL                | 3                  | 0                  | -           | -           | -           | 5      | 0      |
| Totale Olympique Marsiglia | Totale Olympique Marsiglia | Totale Olympique Marsiglia | 19         | 3          |                 | 2               | 1               |                    | 5                  | 0                  |             | -           | -           | 26     | 4      |
| 1998-1999                  | Olympique Marsiglia 2      | CFA                        | 10         | 5          | -               | -               | -               | -                  | -                  | -                  | -           | -           | -           | 10     | 5      |
| 2000-2001                  | Nîmes                      | D2                         | 31         | 8          | CF+CdL          | 0+1             | 0+1             | -                  | -                  | -                  | -           | -           | -           | 32     | 9      |
| 2001-2002                  | Nîmes                      | D2                         | 6          | 1          | CF+CdL          | 0+1             | 0               | -                  | -                  | -                  | -           | -           | -           | 6      | 1      |
| Totale Nîmes               | Totale Nîmes               | Totale Nîmes               | 37         | 9          |                 | 2               | 1               |                    | -                  | -                  |             | -           | -           | 39     | 10     |
| 2001-2002                  | Al-Ain                     | UAEL                       | 7+         | 11         | CP              | 1+              | 2               | CdCA               | ?                  | ?                  | SEAU        | ?           | 0           | 8+     | 13+    |
| 2002-2003                  | Al-Shabab                  | UAEL                       | 1+         | 2          | CP              | ?               | 0               | -                  | -                  | -                  | -           | -           | -           | 1+     | 2      |
| 2003-2004                  | Al-Shabab                  | UAEL                       | ?          | 0          | CP              | ?               | 0               | -                  | -                  | -                  | -           | -           | -           | ?      | 0      |
| Totale Al-Shabab           | Totale Al-Shabab           | Totale Al-Shabab           | 1+         | 2          |                 | ?               | 0               |                    | -                  | -                  |             | -           | -           | 1+     | 2      |
| Totale Carriera            | Totale Carriera            | Totale Carriera            | 145+       | 65+        |                 | 11+             | 9+              |                    | 5+                 | 0+                 |             | ?           | 0           | 161+   | 74+    |

### Cronologia presenze e reti in nazionale
| Cronologia completa delle presenze e delle reti in nazionale ― Ghana | Cronologia completa delle presenze e delle reti in nazionale ― Ghana | Cronologia completa delle presenze e delle reti in nazionale ― Ghana | Cronologia completa delle presenze e delle reti in nazionale ― Ghana | Cronologia completa delle presenze e delle reti in nazionale ― Ghana | Cronologia completa delle presenze e delle reti in nazionale ― Ghana | Cronologia completa delle presenze e delle reti in nazionale ― Ghana | Cronologia completa delle presenze e delle reti in nazionale ― Ghana |
| Data                                                                 | Città                                                                | In casa                                                              | Risultato                                                            | Ospiti                                                               | Competizione                                                         | Reti                                                                 | Note                                                                 |
| -------------------------------------------------------------------- | -------------------------------------------------------------------- | -------------------------------------------------------------------- | -------------------------------------------------------------------- | -------------------------------------------------------------------- | -------------------------------------------------------------------- | -------------------------------------------------------------------- | -------------------------------------------------------------------- |
| 9-3-1994                                                             | Lagos                                                                | Nigeria                                                              | 0 – 0                                                                | Ghana                                                                | Amichevole                                                           | -                                                                    | Uscita                                                               |
| 10-11-1996                                                           | Libreville                                                           | Gabon                                                                | 1 – 1                                                                | Ghana                                                                | Qual. Mondiali 1998                                                  | -                                                                    |                                                                      |
| 6-1-1997                                                             | Lomé                                                                 | Togo                                                                 | 4 – 0                                                                | Ghana                                                                | Amichevole                                                           | -                                                                    |                                                                      |
| 12-1-1997                                                            | Kumasi                                                               | Ghana                                                                | 2 – 2                                                                | Marocco                                                              | Qual. Mondiali 1998                                                  | 1                                                                    |                                                                      |
| 5-4-1997                                                             | Freetown                                                             | Sierra Leone                                                         | 1 – 1                                                                | Ghana                                                                | Qual. Mondiali 1998                                                  | 1                                                                    |                                                                      |
| 7-8-1999                                                             | Accra                                                                | Ghana                                                                | 2 – 1                                                                | Giamaica                                                             | Amichevole                                                           | 1                                                                    |                                                                      |
| 28-8-1999                                                            | Lagos                                                                | Nigeria                                                              | 0 – 0                                                                | Ghana                                                                | Amichevole                                                           | -                                                                    |                                                                      |
| 22-12-1999                                                           | Sfax                                                                 | Tunisia                                                              | 2 – 0                                                                | Ghana                                                                | Amichevole                                                           | -                                                                    |                                                                      |
| Totale                                                               |                                                                      | Presenze                                                             | 8                                                                    |                                                                      | Reti                                                                 | 3                                                                    |                                                                      |

## Palmares

### Club

#### Competizioni statali
- Fußball-Oberliga Nordrhein: 1

Fortuna Dusseldorf: 1993-1994

#### Competizioni nazionali
- Premier League (Ghana): 1

Asante Kotoko: 1991-1992
- Professional Football League (Nigeria): 1

Stationery Stores: 1992
- Championnat National: 1

Tolone: 1995-1996
- Campionato emiratino: 1

Al-Ain: 2001-2002

### Individuale
- Capocannoniere del campionato nigeriano: 1

1992 (11 gol)